# Носково (Великолуцький район)
Носково (рос. Носково) — присілок в Великолуцькому районі Псковської області Російської Федерації.
Населення становить 31 особу. Входить до складу муніципального утворення Переслегинська волость.

## Історія
Від 2014 року входить до складу муніципального утворення Переслегинська волость.

## Населення
| 2001 | 2002 | 2010 |
| ---- | ---- | ---- |
| 37   | ↗40  | ↘31  |